# Lawrence Tynes
Lawrence James Henry Tynes (født 3. maj 1978 i Greenock, Skotland) er en amerikansk footballspiller, der spiller i NFL som place kicker for New York Giants. Tynes kom ind i ligaen i 2004 og spillede, inden han i 2007 kom til New York, sine første tre sæsoner hos Kansas City Chiefs.
Tynes var en del af det New York Giants-hold der sensationelt vandt Super Bowl XLII efter sejr over New England Patriots.